# Diprion kashmirensis
Diprion kashmirensis is een insect uit de familie van de dennenbladwespen (Diprionidae). 